# セラリズマブ
セラリズマブ (Theralizumab、別名：CD28-SuperMAB、開発コード：TGN1412, TAB08) はドイツのヴュルツブルク大学で開発された免疫調整剤である。
TGN1412は2006年3月にパレクセルが受託しロンドンで実施した健常者でのfirst-in-human試験（初回第I相臨床試験）で、被験者（実薬群）全員に重篤な炎症反応を惹起し、開発が中止された。試験依頼者であったTeGenero Immuno Therapeuticsは、後年破綻した。
開発権はロシアのスタートアップ企業TheraMABに買い取られ、開発コードはTAB08に変更された。関節炎治療薬として第I相/第II相臨床試験が完了した他、抗癌剤としての臨床試験の準備中である。
TGN1412は当初はB細胞慢性リンパ性白血病（B-CLL）と関節リウマチの治療を目的としたヒト化モノクローナル抗体であり、免疫系のT細胞のCD28受容体に結合するだけでなく強力なアゴニストとして作用する。CD28はT細胞受容体の共受容体であり、リガンドの一つ（B7ファミリー）と共にTGN1412に結合する。
ヒトへの最初の投与は動物実験で安全が確認された投与量の1⁄500に相当する0.1 mg/kgであったにもかかわらず、被験者に壊滅的な全身臓器不全を引き起こした。2006年3月13日に6人の被験者が入院し、そのうちの少なくとも4人が多臓器不全を発症していた。イギリスの規制当局（MHRA）の調査会の中間報告によると、問題の本質は治験プロトコル違反よりも「ヒトにおける予期せぬ生物学的作用」であり、従ってこの事象が後の薬剤臨床試験の実施に大きな影響を与える、とされた。
2007年初頭、TGN1412はヒトでは動物とは異なる機序で作用するという理論が発表された。この理論では重篤な反応はメモリーT細胞を持つ場合にのみ生じるとされる。無菌環境で飼育された実験動物は、“過去の病気の記憶”を持たないと思われ、従って被験者のような重篤な反応を示さなかったと考えられた。しかしこれは誤解である。研究に使用された動物達はヒトよりもメモリーT細胞の数が少ないが、メモリーT細胞へのCD28受容体のみを介した刺激がT細胞を組織に浸潤させ活性化させる。2010年には、前臨床試験に用いた動物種では標的となるCD28を発現しておらず、実験で算出された安全量がヒトでの臨床用量の指標とならなかったことが明らかにされた。
TGN1412は欧州医薬品庁により2005年3月に希少疾病用医薬品に指定された。開発者はTeGenero Immuno Therapeutics、治験受託者はパレクセル、製造業者はベーリンガーインゲルハイムであった。TeGeneroはCD28の分子構造はTGN1412の第I相臨床試験が開始される丁度1年前に初めて解明されたと述べた。

## 抗体特性
近交系BALB / cのマウスを組換えヒトCD28-Fc融合タンパク質で免疫し、ヒトCD28を発現させるようトランスフェクトされたBリンパ腫細胞株で追加免疫した。B細胞をハイブリドーマパートナーX63Ag8.653と融合することで融合細胞を得、ヒトCD28との反応性並びにTCR非依存性細胞分裂活性についてスクリーニングされた結果、2種類のモノクローナル抗体（5.11A1及び9D7）が得られた。より活性が高かったのはマウスIgG1グロブリンの5.11A1であった。
5.11A1の相補性決定領域はヒトIgGのフレームワーク領域と結合され、ヒトIgG1タンパク質（TGN1112）並びにヒトIgG4タンパク質（TGN1412）が得られた。TeGenero社の治験薬概要書によれば、「TGN1412は、抗ヒトCD28ヒト化モノクローナル抗体です。本分子はマウスのモノクローナル抗ヒトC28[sic]抗体（5.11A1, Luhder et al., 2003）の重鎖・軽鎖の可変領域から相補性決定領域（CDR）を遺伝子操作で切り取り、ヒト抗体の重鎖・軽鎖の可変領域に組み込んだものです。さらにヒト化された可変領域をIgG4γ鎖とヒトκ鎖の遺伝子配列でそれぞれ組み換えました。」とのことである。
組み換え遺伝子はチャイニーズハムスター卵巣細胞（CHO細胞）にトランスフェクトされ、組み換え抗体は細胞培養上清から得られる。

## 作用機序

Tリンパ球の活性化経路は、T細胞が感染した細胞または食細胞の表面で、MHC分子に結合した同族抗原に遭遇すると進行し始める。

T細胞の活性化には通常、抗原受容体の関与（シグナル1）と共刺激（シグナル2）の両方が必要である。マウスやラット、ヒトのCD28に特異的なモノクローナル抗体の研究では、抗原受容体を同時に刺激しなくてもT細胞を刺激できる、いわゆる“スーパーアゴニスト”抗体が確認された（シグナル1）。この活性が単に通常の活性よりも強力なものなのか、または未知の異なる作用によるものなのかは不明である。
5.11A1及び9D7の2種類の抗ヒトCD28抗体が同定され、より活性の高い5.11A1を元にした2通りの抗体が検討された。5.11A1をヒトIgG1に組み込んだTGN1112と、ヒトIgG4に組み込んだTGN1412である。これらの抗体のTCR非依存性活性化作用にはCD28のC"Dループと呼ばれる部位への結合が関与している。この特性は免疫抑制状態の患者への免疫刺激を要する治療において有用ではないかと当初は仮定されていた。しかし、in vitro および動物を用いたin vivo 試験のデータは後に、投与が制御性T細胞の活性化を惹起して実質的にT細胞のダウンレギュレーション（抑制）に繋がることが示された。TeGenero社のウェブサイトには、「動物モデルにおいてCD28-SuperMABによって仲介される顕著なT細胞の活性化と遊走には、TCR複合体を標的とする他の薬剤によって誘発される炎症誘発性メディエーターの重篤なサイトカイン放出症候群ではなく、IL-10のような抗炎症性サイトカインの発現が伴います。」と記載されていた。結局、ヒトでの最初の臨床試験の結果は、これが常に当てはまるわけではないことを示している。
臨床試験で発生した有害事象に対する新たな説明が、Clinical Immunology 誌 （Pillai et al. 著）で示唆された。従来のTCRを介した刺激を使用して活性化される全てのT細胞は、短時間で制御性となりFOXP3を発現するが、最終的にこれらの細胞の殆どは、その制御性能力をダウンレギュレートし、エフェクターT細胞になる。従って、FOXP3+ T細胞を誘導する試みは、組織の損傷を引き起こしうるエフェクターT細胞をも誘導する可能性がある。
CD28の遺伝子を結合して活性化されるヒト細胞としては他に好酸球がある。好酸球はIFN-γ、IL-2、IL-4、IL-13を分泌する。しかし、殆どのin vitro 実験は、これらの細胞を含まない精製末梢血単核球（PBMN）の使用に限定されている。
TGN1412がアゴニストとして機能するには、定常領域（Fc）を含む抗体全体である必要があることが示唆されている。TeGeneroの報告によると、F(ab)2フラグメントは必要な刺激を生成できない。IgG1サブクラスであるTGN1112とは異なり、TGN1412はIgG4サブクラスである。TGN1112がCD28+ Jurkat細胞で抗体依存性細胞毒性を示したので、TGN1412が選択された。これより、Fcγ受容体を介した抗体結合機能は、免疫制御に必要であると思われる。しかし、抗体による細胞のオプソニン化は通常、HIVの場合に見られるように、標識された細胞の食作用をもたらす。

## 臨床試験
第I相臨床試験はロンドンのノースウイック病院に併設された臨床試験ユニットで2006年3月13日に実施された。治験受託者であるパレクセルは製薬企業やバイオテクノロジー企業から業務委託されて薬物臨床試験を実施する下請企業である。健常者を対象とした試験の結果、実薬を投与された6人全員が入院し、うち少なくとも4人に多臓器不全症候群が発現した。試験は無作為化偽薬対照二重盲検であり、8人の被験者のうち2人には偽薬が、6人にはカニクイザルで確認された最大無毒性量（NOAEL）の1⁄500量が投与された。この6人は男性で年齢は19歳から34歳（中央値は：29.5）、大きな病歴はなく、試験前2週間は健康であった。TGN1412は静脈注射で3分から6分掛けて投与された。投与は午前8時から始まり、患者間は概ね10分間隔であった。最後の被験者への注射を終えて凡そ5分の後、最初に投与された被験者が頭痛を感じ、すぐに発熱および疼痛が見られた。患者はシャツを脱ぎ、身体が燃えているようだと訴えた。その後すぐに、実薬を投与された他の患者も体調不良を感じ、嘔吐して激しい疼痛を訴えた。最初の患者は投与12時間後にノースウイック病院の集中治療室に搬送され、他の患者もそれから4時間以内に搬送された。深刻な副作用を被った患者の1人である28歳の患者は、頭部が膨らんでしまったと記載されており、その様子はエレファントマンのようだとされた。他にも手足の指の切断を余儀なくされた患者も居た。
6人全員が重篤なサイトカイン放出症候群を経験し、重篤なアレルギー反応で見られる補体カスケードの作用と同様の血管性浮腫（皮膚と粘膜の腫脹）に至った。患者の炎症反応低減を目的として副腎皮質ホルモンが使用され、血中からTGN1412を除去するために血漿交換療法が施行された。考えられる状態とは逆に、患者の白血球はTGN1412投与の数時間後、ほぼ完全に消失した。プロトコルではTGN1412投与から1, 2, 4時間後に採血する旨を定められていたが、採血されたとは考えられず、血液学的な詳細は不明である。
北西ロンドンNHS信託のウェブサイトに2006年7月5日に公表された記事によると、「患者のうち5名は1か月以内に退院し、残る1名も6月26日まで入院したが、無事帰宅できました。」とのことであった。しかしユニヴァーシティ・カレッジ・ロンドンの薬理学部門長は、患者の1人は完治してはおらず、免疫系の長期的な崩壊を患っていると述べた。
TGN1412がヒトに投与されたことは過去になかった（事件後の報告によると、ノーサンプトンの一人の患者が同様の薬物を投与され、同様の反応を示していた）が、ヒト以外の霊長目では試験されていた。企業は安全性上の懸念事項は全く無かったと主張している。米国特許出願には「パイロット研究では、抗ヒトCD28-SuperMABのin vitro 投与やアカゲザルにおけるin vivo 投与では臨床的に観察可能な副作用なしにT細胞の非常に強力な活性化を誘導することを示すことができました。」とあり、「この抗体は、その強力なT細胞刺激特性にもかかわらず、他の全ての既知のT細胞活性化物質とは対照的に、in vivo で非常に高度な忍容性を持ちます。」とされている。

Structure of human CD28.

TeGenero社は関係者の家族に謝罪したが、これらの副作用は完全に予想外であったと申し立て、全てのプロトコルが守られていると述べた。英国の薬物規制当局による調査では、反応は治験薬の汚染や投与量の誤認によるものではない旨が報告されたが、副作用は薬物の“目標通り”の影響によるものであることが示唆された。6人の被験者に短時間のうちに続けて投与されたことについて批判が起こった。これは標準的な手順から逸脱しているが、医薬品・医療製品規制庁（MHRA）は短時間内に投与する手順を含めたプロトコルを承認したことを確認した。MHRAは8時から10時の間の2時間で薬剤が投与されるというプロトコルを承認したようである。偽薬を投与された患者の1人は、治験薬が2分間隔で次々と投与されていたと説明した。しかしこれは、承認されたプロトコルからの逸脱には相当しないとされている。
MHRAはさらに、TGN1412の初回投与はヒトへの初めての注射であることを意識し、投与はごく少量より始めて時間と共に増量していくものだと述べている。初回投与量は動物実験で示された最大無毒性量の1⁄500であると報告されているが、業界コンサルタントは、抗体がヒトCD28に対して作成されたため、安全な投与量は動物よりもヒトの方が低い可能性があると示唆している。さらに懸念されるのは、前臨床試験の情報を用いたとしても、ヒトへの初回投与量が多すぎる可能性があることである。予測では、開始用量の0.1 mg/kgの場合体内の全てのCD28受容体の86〜91%に薬物が結合することが示された。則ち、選択された最小開始用量でさえ、薬物のほぼ最大の効果が発揮されると予想される。

## 批判と論争
2006年3月現在、2つの問題があると思われている。その一つは、短時間で6人の参加者に薬物を投与するという治験プロトコルである。MHRAは2時間で投与するとのプロトコルを承認したが、試験参加者の証言では薬物は20分以内に全ての参加者に投与された。この点については企業も規制当局もコメントしていない。これに関してもう一つ、ヒトへの初めての投与の場合はワンショットで全量を投与するのではなく、溶液をごく少量投与するところから始めて長時間をかけて緩徐に点滴投与すべきであるとの意見もある。他のもう一つの問題は、TGN1412がヒトにこの反応を引き起こすことを会社が予想していたか否かであった。会社のウェブページと特許出願のコメントを読む限り、会社がこの種の薬剤が深刻なサイトカイン放出症候群を引き起こす可能性があることを知っていたと思われる。ある匿名の人物はNew Scientist 誌に対して「（臨床試験は）体内の全T細胞を非特異的に活性化した場合に何が起こるかを解明するための革新的実験である必要はありません。」とコメントした。
薬物は動物モデルでは安全であると思われたが、特にこのタイプの薬物に関しては動物実験の結果がヒトでの反応と同じではない場合があるとの指摘がある。BBCは、「前臨床試験で用いた20匹のサルのうち2匹にリンパ節の腫脹が見られ」、「この情報は試験監督官に報告された。」と報じた。TeGeneroは、これは一時的なものであり、薬剤が産生する余分なT細胞の証拠であると述べた。CD28受容体に影響を与える別の薬剤（抗CTLA4抗体；但し、TGN1412よりも程度は小さい）を用いた実験でも、ヒト試験で副作用が発現した。臨床試験で起こりうるリスクとプロトコル設計が統計学にもとづいて充分に最適化されていなかったという批判があった。
動物実験の評論家は、ヒト以外の動物での実験結果は、ヒトに非常に近い種の動物を用いた場合でも、必ずしもヒトでの反応を正確に予測させるものではなく、動物に与えられる危害やヒトへの投与のリスクを正当化できるものではないという議論を引用した。

## 医薬品規制当局の見解
イギリスの医薬品・医療製品規制庁（MHRA）は2006年4月5日にTGN1412臨床試験の調査中間報告書を、同年5月25日に最終報告書を公表した。TeGeneroの前臨床研究に不備はなく、非公開の研究があった証拠も発見されなかった。パレクセルの記録と手順書を調査した結果、薬剤の計量や投与に逸脱はなく、汚染または過量投与に繋がる恐れのあるミスは見つからなかった。MHRAは、深刻な有害事象を引き起こす行動はなされなかったように感じた。ドイツの規制当局はTGN1412の原材料や製造法、品質管理、保管状況、配送手順について査察したが、深刻な副作用の原因となりうる逸脱を発見できなかった。
MHRAは、臨床試験での副作用の原因として最も可能性の高いものは、ヒトに対する薬物の予測不能な生物学的作用であると結論付けた。イギリスの保健相は、これらの問題を検討して今後の同種の臨床試験の承認に資する中間報告を3か月で作成するための国際的専門家のグループを設立することに同意した。専門家グループが報告するまで、免疫系を標的とするモノクローナル抗体やその他の新規分子のfirst-in-human試験を含むあらゆる臨床試験はイギリスでは認可されなかった。
2006年12月、第I相臨床試験に関する専門家グループの最終報告書を公表した。その中で、ヒトへの投与における安全性は充分に考慮されておらず、当時の法律では配慮が必要とされていなかった事実が明らかとなった。報告書には22項目の勧告が記載された。高リスクな臨床試験の承認に先立って第三者の専門家の助言を必要とすること、万が一の急激な有害事象に備えるために1度に1人ずつの被験者に薬剤を投与すること（参加者を逐次的に含める）、急速注射ではなく緩徐に点滴静注すべきこと、などが含まれていた。

## その後の公表資料
この臨床試験は幾つかの学術出版物に取り上げられた：
2007年、血清製剤・ワクチンを統括するドイツ規制当局（Paul Ehrlich Institute）の免疫学者は、TGN1412試験の余波でドイツの規制要件を検討した。そこでは前臨床動物モデルの予測値には再評価が必要で、用量決定には改良・再設計が必要であり、高リスク抗体の投与基準を確立する必要があることが示唆された。加えて、前臨床段階では副作用が観察されない投与量（無毒性量：NOAEL）を検討するのではなく、前臨床的に“無効果”な投与量（無影響量：NOEL）を検討すべきであると示唆された。
2009年、イギリスの国立生物製品基準規制機構（National Institute for Biological Standards and Control）は、第I相臨床試験の投与量が「非反応性の動物種（カニクイザル）での前臨床安全性試験の結果にもとづいて」計算されたため、ほぼ最大の免疫刺激用量がヒトに投与されたと記述した。これにより、生物学的製剤のfirst-in-man第I相臨床試験の欧州ガイドラインが改訂された。
2010年、ヒトの重篤なサイトカイン放出症候群は予測できないことが説明された。In vitro データは、TGN1412の前臨床試験で用いられたカニクイザルでは、CD4+ エフェクターメモリーT細胞にCD28が発現していないことを明らかにした。CD28はTGN1412の標的であるので、当然カニクイザルのエフェクターT細胞は刺激を受けない。
2013年、標準的な炎症誘発性マーカーであるTNFαとIL-8は、TGN1412の異常な炎症誘発性反応を予測できないと説明され、偽陰性の結果をもたらした。IL-2放出とリンパ球増殖は、より有用な反応予測因子である。
2016年、ヒト化マウスで免疫系に対するTGN1412の効果を評価した研究では、サイトカイン放出症候群や白血球の壊滅、その他first-in-man試験中に観察された他の有害事象を引き起こす可能性があることが確認された。

## 報道関係
TGN1412の臨床試験は2017年にBBCの実話ドラマ“The Drug Trial: Emergency at the Hospital.”に取り上げられた。